# Dragon Breed
Dragon Breed is een computerspel dat werd ontwikkeld door Irem en uitgegeven Activision. Het spel kwam in 1990 uit voor verschillende homecomputers.

## Platforms
- Amiga (1990)
- Amstrad CPC (1990)
- Atari ST (1990)
- Commodore 64 (1990)
- ZX Spectrum (1990)

## Ontvangst
| Beoordeeld door                | Platform     | Datum          | Score |
| ------------------------------ | ------------ | -------------- | ----- |
| Computer and Video Games (CVG) | Amiga        | november 1990  | 90%   |
| Computer and Video Games (CVG) | ZX Spectrum  | november 1990  | 89%   |
| Amiga Joker                    | Amiga        | december 1990  | 88%   |
| Tilt                           | Atari ST     | februari 1991  | 80%   |
| Computer and Video Games (CVG) | Commodore 64 | november 1990  | 79%   |
| Pixel-Heroes.de                | Amiga        | september 2009 | 70%   |
| Pixel-Heroes.de                | Commodore 64 | september 2009 | 70%   |
| ST Format                      | Atari ST     | december 1990  | 68%   |
| Pixel-Heroes.de                | Atari ST     | september 2009 | 60%   |
| Power Play                     | Amiga        | februari 1991  | 51%   |